# エース・ベンチュラ
『エース・ベンチュラ』（Ace Ventura）は、1994年に公開されたジム・キャリー主演のアメリカ合衆国のコメディ映画。

## あらすじ
アメフトのスーパーボウルを間近に控えた頃、迷子のペットを探す探偵であるエース・ベンチュラのもとにアメフトチーム「マイアミ・ドルフィンズ」（以下、ドルフィンズ）のマスコットの救出依頼がくる。ドルフィンズの親会社に勤めるメリッサは上司から命じられて、何者かに盗まれたマスコットのイルカの捜索をエースに依頼しに来たのだった。選手やファンの騒ぎにならないよう地元警察の女警部補・ロイスが箝口令を敷いたため、警察署に訪れたエースにも詳しい情報が入らない。独自にイルカを探し始めたエースは、イルカ専用プールを調べると排水溝からオレンジ色の小さな琥珀を見つける。
後日琥珀について調べたエースは、約10年前にドルフィンズがとある大会で優勝した時の記念指輪の装飾部分であることが判明する。“琥珀が欠けた指輪を持ったヤツがイルカを盗んだ”と気づいたエースは、優勝時の集合写真を手に関係者一人一人に会って指輪を調べることに。しかし全員を調べても欠けた指輪を見つけられずエースがメリッサに相談に行くと、彼女にドルフィンズの責任者が自殺したとの連絡が入る。2人で現場に駆けつけると調査に訪れたロイスに邪魔者扱いされるが、エースは状況からイルカ盗難に絡んだ殺人事件と推理する。
メリッサと共にドルフィンズの事務所に訪れたエースは壁に貼られた集合写真を見て、指輪探しで使った写真にはいない一人の男を見つける。メリッサから「彼はチームに途中加入したフィンクルという選手」と聞いたエースは、先日の写真は彼の加入前に撮られたものだったと知る。その後エースがフィンクルの実家に訪れると両親から、約10年前のスーパーボウルで息子は大きなミスをして試合に負けたが、チームメイトのダンのせいと恨んで8年前から失踪中と告げられる。
エースは、フィンクルがドルフィンズに嫌がらせをするためにイルカを盗み、次はダンに危険が迫っていることに気づき急いで地元に戻ることに。しかし一足遅くダンの誘拐事件が起きた後エースはロイスに会ってフィンクルのことを伝え、犯行がバレたため責任者を殺し今度はダンを誘拐したとの見解を示す。その後責任者が残していたメモからヒントを得たエースは、フィンクルの居場所を突き止めヨットハーバーにたどり着くそこで捕われたイルカとダンを見つけたエースは、銃を持つフィンクルと仲間たちからすきを見て一頭と一人を助け出そうとする。

## 登場人物
エース・ベンチュラ
演 - ジム・キャリー
失踪したペットなどを探す、ペット探偵の仕事をする若者。ペット禁止のアパートで一人暮らししているが、こっそりと多種多様の20匹ほどの動物（犬、鳥、リス、ペンギン、イグアナ等）を飼っている。とにかくよく喋る人物で落ち着きがなく日常的におちゃらけた言動をしているが、動物の知識が豊富なことに加え観察力、推理力、行動力に優れている。一応探偵の仕事をしている関係で時々地元警察署で情報収集しているため、署員とは顔見知り。
メリッサ・ロビンソン
演 - コートニー・コックス
ドルフィンズの親会社で働く社員。役職は不明だが個室を与えられておりそれなりの地位らしい。冒頭で上司にイルカを取り戻すよう命じられて、仕事仲間からの紹介でエースと知り合う。自宅ではクリーム色の大型犬を飼っている。当初はふざけて冗談ばかり言うエースに頼りなさを感じていたが、イルカ探しに協力する内に意外と知的であることを知り彼に惹かれていく。
ロイス・アインホーン警部補
演 - ショーン・ヤング
エースが暮らす街の警察署の女ボス。男勝りで手厳しい性格なため、エミリオたち部下から恐れられている。時々警察署に訪れてはふざけながら喋りまくるエースのことを毛嫌いしており、嫌味を言ったりブラックジョークで返している。エースの推理には耳を貸さず、イルカ強奪は動物愛護団体の仕業を疑う。その後起きるロジャーの自殺現場の調査やダンの誘拐事件の捜査に当たるが、その都度出会うエースと舌戦を繰り広げる。
エミリオ
演 - トーン・ロック
警察署の黒人刑事。エースと特に親しい刑事だが、自身を含めた署内の刑事たちは多種多様の事件を抱えているため、ロイスから彼と深く関わらないようよう釘を刺されている。本作の冒頭でイルカの捜査担当刑事について外部者であるエースに漏らせないことを告げるが、その後彼に手を貸すようになる。
ダン・マリーノ
演 - ダン・マリーノ
本人役。ドルフィンズの人気選手。数年前のスーパーボウルでフィンクルがキックする場面で、自身はボールを支える役目を任された。フィンクルの母親によると「ダンが良くないボールの置き方をしたため、フィンクルがキックをミスした」と言われている。ある日スタジオでCM撮影を行うが、突然現れたフィンクルの仲間2人に連れ去られ、誘拐事件の人質となってしまう。
リドル
演 - ノーブル・ウィリンガム
ドルフィンズのオーナーで、メリッサやロジャーの雇い主。哺乳類であるイルカのことを「魚」と呼び、メリッサに指摘されても魚扱いし続ける。自身はスノー・フレークには全く関心がないが、縁起を担ぐ選手たちがマスコットの失踪で気落ちしないようメリッサとロジャーに取り戻すよう命じる。
ロジャー・ポダクター
演 - トロイ・エヴァンス
ドルフィンズの管理責任者。元アメフト選手。冒頭でメリッサと共にオーナーに呼ばれてイルカを取り戻すよう指示される。ロイスと同じく動物愛護団体がイルカを盗んだと疑う。自宅で白い中型犬を飼っている。マイアミの高層マンションで暮らしていたがある日ベランダから下に転落して遺体となって発見される。
ウッドストック
演 - レイノール・シェイン
ライブハウスの舞台裏の一室で過ごすちょっと変わり者の男性。パソコンや通信関係に知識があり、作中ではノルウェーの捕鯨船団のレーダーに偽の信号電波を送って活動を邪魔して面白がっている。イルカ盗難事件を追うエースに協力し、関係してそうな人の情報をパソコンを使って調べる。
ロナルド・キャンプ
演 - ウド・キア
大富豪で有名人や資産家など幅広い交流関係を持つ。ドルフィンズのため新しいスタジアムの建設用地を寄付するなどしており、メリッサとも顔なじみ。趣味は魚の収集で、自宅の巨大な水槽でサメなどを飼っている。作中のキーアイテムとなるドルフィンズの優勝リングを持っている人物の一人。
スノー・フレーク
ドルフィンズのマスコット的存在のオスのバンドウイルカ。「スノー・フレーク」の愛称で選手やファンなどから呼び慕われている。体重は約250kg。数年前にマイアミの水族館から譲ってもらい、現在はドルフィンズのホームグラウンドの隅に設置された専用プールで過ごしている。試合時のハーフタイムショーでアメフトのボールを尾びれでゴールする芸が人気。ただし、作中の動物愛護協会からは“虐待に当たる”として、スノー・フレークを解放するようデモ運動や脅迫まがいの行為が行われている。
レイ・フィンクル
ドルフィンズの元選手。8年前から行方知れずの状態。学生時代に“黄金の右足を持つ名キッカー”と呼ばれ、1984年度の途中にドルフィンズに加入した。ドルフィンズの優勝リングを持つ一人。その年のスーパーボウルでドルフィンズは優勝を期待されていたが、自身のミスキックにより1点差で敗退し決勝に行けず責任を取らされクビに。ただし本人は「ミスしたのはダンのせい」と激しく恨んでいる。自室にはダンへの強い恨みを表した中傷する落書きや、ナイフや釘を刺したダンにまつわる物が飾られている。
フィンクルの両親
演 - ビル・ザッカート、アリス・ドラモンド
レイ・フィンクルの両親。コリアー郡（フロリダ州）の一軒家に二人で暮らしている。過去のスーパーボウルの息子のミスキックの件で、マスコミの取材攻撃にあったため夫婦共々精神的に疲弊しているのか、父親は来客に対して猟銃を向けるようになっており、母親は行方不明のレイがいつか帰ってくるという妄想に取りつかれている。母親は穏やかな性格で息子のことを今も愛しているが、ミスキックを誘発したとされるダンのことは大変憎んでおり、ダンの話になると辛辣な言葉を口にする。また、アメフトのボール型のクッキー作りが得意。
医師
演 - デヴィッド・マーギュリーズ
精神病院の医師。ドルフィンズを解雇されたフィンクルが心を病んで入院していたが8年前に脱走した。フィンクルの手がかりを得ようとメリッサに連れられた、精神病を患う弟（エース）を応対し院内を案内する。
アパートの大家
演 - マーク・マーゴリス
エースが住むアパートを管理している。家賃を滞納しているエースに手を焼いている。また、エースが自室で何かの動物を飼っていると疑い目を光らせている。
シーズー犬を妻から奪った元夫
演 - ランドール・"テックス"・コッブ
宅配便業者としてやって来たエースが、届け物が壊れたため保険手続きのサインをしている間に犬を取り戻される。車で逃走しようとするエースを追いかけ車にしがみつく。短気な性格で言動が荒く、犬に対しても日常的に虐待を行っていることが劇中では暗に描写されている。
シーズー犬の飼い主であるセクシーな女性
演 - レベッカ・フェラッティ
冒頭のエースの依頼主。元夫が離婚の腹いせに飼い犬を連れ去ってしまったためエースに取り戻してもらう。セクシーな服を着用しており、異性に対して開放的な性格。任務を完了したエースに代金を支払う代わりに“特別なお礼”をする。
デスメタル・バンド
演 - カンニバル・コープス（カメオ出演）
ウッドストックに会いに来たエースが、このバンドのライヴで盛り上がる満員の客の中をかき分けて行く。

## キャスト
| 役名                 | 俳優                           | 日本語吹替                 | 日本語吹替                          |
| 役名                 | 俳優                           | ソフト版                   | スターチャンネル版                  |
| -------------------- | ------------------------------ | -------------------------- | ----------------------------------- |
| エース・ベンチュラ   | ジム・キャリー                 | 江原正士                   | 山寺宏一                            |
| メリッサ・ロビンソン | コートニー・コックス           | 佐々木優子                 | 園崎未恵                            |
| ロイス・アインホーン | ショーン・ヤング               | 勝生真沙子                 | 小島幸子                            |
| エミリオ             | トーン・ロック                 | 秋元羊介                   | 三宅健太                            |
| ダン・マリーノ       | ダン・マリーノ                 | 成田剣                     | 小野寺悠貴                          |
| リドル               | ノーブル・ウィリンガム         | 小島敏彦                   | 浦山迅                              |
| ロジャー・ポダクター | トロイ・エヴァンス             | 村松康雄                   | 杉野田ぬき                          |
| ウッドストック       | レイノール・シェイン           | 西川幾雄                   | 越後屋コースケ                      |
| ロナルド・キャンプ   | ウド・キア                     | 山野史人                   | 平林剛                              |
| アグアド             | ジョン・カポダイス             | 益富信孝                   | 山本満太                            |
| マーサ               | ジュディ・クレイトン           | さとうあい                 | 近内仁子                            |
| ヴィニー             | フランク・アドニス             | 檀臣幸                     |                                     |
| ロック               | タイニー・ロン                 | 幹本雄之                   |                                     |
| フィンクルの父親     | ビル・ザッカート               | 山野史人                   | 麦人                                |
| フィンクルの母親     | アリス・ドラモンド             | 島美弥子                   | 野路ももこ                          |
| セクシーな女性       | レベッカ・フェラッティ         | 叶木翔子                   | 佐久間友理                          |
| 女性の元夫           | ランドール・“テックス”・コッブ | 小室正幸                   |                                     |
| シッカダンス         | マーク・マーゴリス             | 藤城裕士                   |                                     |
| その他               | N/A                            | 西村知道 金沢映子 大黒和広 | 日野出清 渡辺ゆかり 羽鳥佑 清水優譲 |
| 日本語版制作スタッフ |                                |                            |                                     |
| 演出                 | 演出                           | 松川陸                     | 清水洋史                            |
| 翻訳                 | 翻訳                           | 高間俊子                   | 後藤紗綾香                          |
| 録音・調整           | 録音・調整                     |                            | 松中享子                            |
| 制作                 | 制作                           | グロービジョン             | 東北新社                            |
| 初回放送             | 初回放送                       | N/A                        | 2025年2月28日                       |

※ワーナー・ホーム・ビデオ発売のDVDではエース・ベンチュラがイルカの真似を披露するシーンが収録されており、この部分だけ「原語+日本語字幕」に切り替わる。

## 受賞歴

### ノミネート
- 第15回ゴールデンラズベリー賞最低新人賞 :ジム・キャリー

## 備考
1995年から1997年にテレビアニメ（ネルバナ制作、日本未放送）がアメリカ合衆国では放送され、ジム・キャリーつながりで『マスク・アニメーション』とのクロスオーバーも果たした。